# Hacutaró Horiuči
Hacutaró Horiuči (堀内 初太郎, Horiuchi Hatsutarō, 1909 Nagoja – 1986) byl významný japonský fotograf aktivní ve 20. století.

## Životopis
Narodil se v roce 1909 v Nagoji, prefektuře Aiči, později se přestěhoval do Osaky. Podnikal ve stavebnictví. V roce 1923 se rodina přestěhovala do Tokia během rekonstrukce po velkém zemětřesení Kantó. V roce 1937 se oženil a přestěhoval se do Mihary v prefektuře Hirošima. Začal fotografovat, připojil se k amatérské fotografické skupině "Mihara Miko Club". Kolem roku 1940 ukončil stavební podnikání a přestěhoval se do Tokia. Pracoval v obchodě „Koseiša“ v Jurakučo. V roce 1941 z obchodu odešel a pracoval ve fotoateliéru oddělení designu letadel Kawaniši. V roce 1943 se stal členem expedičního armádního tiskového týmu, o tři roky později byl demobilizován v Kobe. Po roce 1947 si otevřel vlastní studio a stal se členem klubu „Tampei Photo Club“, kde se seznámil s fotografem Takedži Iwamijou. V roce 1949 jeho ateliér v Sannomija vyhořel a stal se fotografem na volné noze. V roce 1953 klub opustil a spolu s dalšími kolegy jako Šisui Tanahaši a Toru Kono založili fotografickou asociaci Shieui. Následoval samostatné výstavy, například v Matsushima Gallery v Tokiu nebo v Buenos Aires.
Psal také pro časopisy o fotoaparátech a vedl kurzy fotografie.
Zemřel v roce 1986.

## Publikace
1971: Vydal fotografickou knihu "Poloostrov Kunisaki" (Mainichi Shimbun).